# Гуеке
Гуеке (на френски: Gouécké) е град и община в южна Гвинея, регион Нзерекоре, префектура Нзерекоре. Населението на общината през 2014 година е 18 991 души.